# 王居仁 (元朝)
王居仁（?—?），元朝大臣，元英宗时中书参知政事。
元仁宗延祐年间，王居仁担任吏部尚书。延祐二年九月丁未，仁宗敕吏部尚书王居仁审查章闾括江浙田租、通死九人之罪。元英宗至治二年（1322年）二月庚子，王居仁由江浙行省参知政事入朝，担任中书省参知政事。钦察为中书平章政事，薛处敬出为河南行省左丞。泰定元年（1324年）三月，中书参知政事王居仁罢为太子副詹事，同知宣政院事杨庭玉为中书参知政事。